# Seznam památných stromů v okrese Karviná
Toto je seznam památných stromů v okrese Karviná, v němž jsou uvedeny památné stromy na území okresu Karviná.
| Název                                               | Obrázek                                   | Umístění                                           | Druh                                                       | Obvod [v cm] | Kód wikidata     | Galerie                                                                                          | Poznámka |
| --------------------------------------------------- | ----------------------------------------- | -------------------------------------------------- | ---------------------------------------------------------- | --- | ---------------- | ------------------------------------------------------------------------------------------------ | --- |
| Albrechtický dub                                    | Albrechtický dub                          | Albrechtice 49°46′55″ s. š., 18°32′10″ v. d.       | dub letní                                                  | 354 | 100380 Q26784421 | Kategorie „Albrechtický dub“ na Wikimedia Commons                                                | Dub letní v polích Albrechticích. |
| Dub v Albrechticích                                 | Dub v Albrechticích                       | Albrechtice 49°47′24″ s. š., 18°31′42″ v. d.       | dub letní                                                  | 428 | 100348 Q26784355 | Kategorie „Dub v Albrechticích“ na Wikimedia Commons                                             | V obci u domu čp. 8. |
| Duby letní v Albrechticích                          | Duby letní v Albrechticích                | Albrechtice 49°46′29″ s. š., 18°33′3″ v. d.        | dub letní (4)                                              | 0 | 100396 Q26779687 | Kategorie „Duby letní v Albrechticích“ na Wikimedia Commons                                      | V osadě Pardubice u domu čp. 34; obvod kmenů: 550 cm, 440 cm, 410 cm, 365 cm.                                                                  |
| Smelíkův dub                                        | Smelíkův dub                              | Albrechtice 49°47′19,95″ s. š., 18°32′19,63″ v. d. | dub letní                                                  | 404 | 105809 Q26790386 | Kategorie „Smelíkův dub“ na Wikimedia Commons                                                    | Na travnaté ploše nedaleko čp. 43. |
| Alej v ulici E. Krásnohorské 3                      |                                           | Bludovice 49°46′19″ s. š., 18°26′48″ v. d.         | jasan ztepilý (2) lípa velkolistá (1)                      | 0 | 100370 Q26791073 |                                                                                                  | Pozůstatek aleje u císařské cesty |
| Alej v ulici E. Krásnohorské 4                      |                                           | Bludovice                                          | lípa malolistá (2) lípa obecná (1)                         | 0 | 100369 Q26791074 |                                                                                                  | proti Orionu, uprostřed parkoviště pozůstatek aleje u císařské cesty                                                                           |
| Alej v ulici E. Krásnohorské 5                      |                                           | Bludovice                                          | dub letní (1) jasan ztepilý (6) lípa malolistá (3)         | 0 | 100368 Q26791078 |                                                                                                  | Uprostřed a kolem parkoviště, pozůstatek aleje císařské cesty                                                                                  |
| Buk lesní na Moskevské ulici v Českém Těšíně        | Buk lesní červenolistý                    | Český Těšín 49°44′49″ s. š., 18°37′40″ v. d.       | buk lesní červenolistý                                     | 288 | 100361 Q26784387 | Kategorie „Buk lesní červenolistý v zahradě mateřské školy v Českém Těšíně“ na Wikimedia Commons | V centru města, v zahradě mateřské školy, na začátku Moskevské ulice.                                                                          |
| Buk v Komenského parku                              | Buk lesní červenolistý v Komenského parku | Český Těšín 49°44′41″ s. š., 18°37′12″ v. d.       | buk lesní červenolistý                                     | 240 | 100351 Q26784364 | Kategorie „Buk lesní červenolistý v Komenského parku“ na Wikimedia Commons                       | V centru města v parku Komenského poblíž základní školy.                                                                                       |
| Červené buky v Českém Těšíně                        | Červené buky v Těšíně                     | Český Těšín 49°44′45″ s. š., 18°37′40″ v. d.       | buk lesní červenolistý (2)                                 | 0 | 100374 Q26779685 | Kategorie „Červené buky v Českém Těšíně“ na Wikimedia Commons                                    | Dva buky v centru města. |
| Dub letní                                           |                                           | Český Těšín                                        | dub letní                                                  | 337 | 106243 Q73601779 |                                                                                                  | Dub stojí v areálu Kulturního a společenského střediska Střelnice.                                                                             |
| Dub v Horním Žukově                                 |                                           | Český Těšín 49°44′ s. š., 18°35′22″ v. d.          | dub letní                                                  | 310 | 100355 Q26784370 |                                                                                                  | Na pravé straně ulice Pomezní směrem k Frýdecké, nedaleko vodního toku Hrabinka.                                                               |
| Dub v Horním Žukově 2                               |                                           | Český Těšín 49°44′ s. š., 18°35′22″ v. d.          | dub letní                                                  | 315 | 100354 Q26784368 |                                                                                                  | na pravé straně ulice Pomezní, směr Frýdecká, nedaleko vodního toku Hrabinka.                                                                  |
| Jasan v Českém Těšíně na Alšově                     | Jasan v Českém Těšíně na Alšově           | Český Těšín 49°44′48″ s. š., 18°37′10″ v. d.       | jasan ztepilý                                              | 420 | 100359 Q26784380 | Kategorie „Jasan ztepilý na Alšově“ na Wikimedia Commons                                         | V centru města na křižovatce ulic Komorní a Alšova.                                                                                            |
| Jasan v Českém Těšíně na Nábřeží Míru               | Jasan v Českém Těšíně na Nábřeží Míru     | Český Těšín 49°44′41″ s. š., 18°37′44″ v. d.       | jasan ztepilý                                              | 410 | 100350 Q26784362 | Kategorie „Jasan ztepilý na nábřeží Míru“ na Wikimedia Commons                                   | V centru města v areálu parku na nábřeží Míru v blízkosti hraničního přechodu s Polskem.                                                       |
| Jinan v Českém Těšíně                               |                                           | Český Těšín 49°44′51″ s. š., 18°37′38″ v. d.       | jinan dvoulaločný                                          | 291 | 100360 Q26784384 |                                                                                                  | V centru města v zahradě mateřské školy v ulici Štefánikova.                                                                                   |
| Lípa u školního statku                              |                                           | Český Těšín 49°45′4″ s. š., 18°36′41″ v. d.        | lípa velkolistá                                            | 350 | 104375 Q26789263 |                                                                                                  | V areálu školního statku v severní části Českého Těšína proti domům v ulici Slezská č. 30, 32.                                                 |
| Lípy v Horním Žukově                                |                                           | Český Těšín 49°43′10″ s. š., 18°34′35″ v. d.       | lípa velkolistá (2)                                        | 0 | 100356 Q26779683 |                                                                                                  | V obci po pravé straně komunikace Pod Zvonek u čp. 57.                                                                                         |
| Turecká líska v Českém Těšíně                       |                                           | Český Těšín 49°44′46″ s. š., 18°37′40″ v. d.       | líska turecká                                              | 330 | 100373 Q26784404 |                                                                                                  | V centru města v parku ve Smetanově ulici. |
| Duby v Dětmarovicích                                |                                           | Dětmarovice 49°53′43,66″ s. š., 18°27′29,37″ v. d. | dub letní (2)                                              | 0 | 100393 Q26779691 |                                                                                                  | U Bendova statku čp. 938. |
| Lípa v Dětmarovicích                                |                                           | Dětmarovice 49°53′43,96″ s. š., 18°27′30,02″ v. d. | lípa malolistá (3)                                         | 0 | 100394 Q26779695 |                                                                                                  | U Bendova statku čp. 938. |
| Dub letní †                                         |                                           | Dolní Marklovice                                   | dub letní                                                  | 520 | 100391           |                                                                                                  | Směrem k hraničnímu přechodu po levé straně za panelovým domem; souřadnice: 49°53´23,1˝; 18°34´04,3˝                                           |
| Doubravský dub na náměstí                           | Doubravský dub                            | Doubrava                                           | dub letní                                                  | 330 | 100345 Q26784346 | Kategorie „Doubravský dub“ na Wikimedia Commons                                                  | V parčíku na náměstí. |
| Doubravský dub u finských domků                     | Doubravský dub u finských domků           | Doubrava 49°51′10″ s. š., 18°28′36″ v. d.          | dub letní                                                  | 454 | 100367 Q26784401 | Kategorie „Dub v Doubravě“ na Wikimedia Commons                                                  | U zastávky autobusů Doubrava Finské domky. |
| Alej v ulici Elišky Krásnohorské                    | Jeden ze stromů aleje                     | Havířov 49°46′16″ s. š., 18°26′53″ v. d.           | jasan ztepilý (1) jírovec maďal (1)                        | 0 | 100372 Q26791079 | Kategorie „Alej v ulici Elišky Krásnohorské“ na Wikimedia Commons                                | Pozůstatek staré císařské cesty vedoucí z Ostravy do Těšína. Stromy se nacházejí v ulici Elišky Krásnohorské v blízkosti autobusového nádraží. |
| Dub u skleníků                                      |                                           | Havířov 49°47′35″ s. š., 18°26′9″ v. d.            | dub letní                                                  | 500 | 100379 Q26784417 |                                                                                                  | Západně od skleníku a jižně od rybníka. |
| Dub v Havířově                                      |                                           | Havířov 49°46′13″ s. š., 18°25′51″ v. d.           | dub letní                                                  | 297 | 100347 Q26784353 |                                                                                                  | V přírodní památce Meandry Lučiny. |
| Buk lesní †                                         |                                           | Horní Těrlicko                                     | buk lesní                                                  | 350 | 100382           |                                                                                                  | U silnice pod Horním Dvorem |
| Buky na Hradisku                                    |                                           | Chotěbuz                                           | buk lesní (7)                                              | 0 | 100352 Q26779682 |                                                                                                  | V lesním porostu ve svahu v blízkosti Archeoparku (lokality Podobora).                                                                         |
| Dub v Chotěbuzi v ul. Chotěbuzská                   | Dub na Chotěbuzské                        | Chotěbuz 49°45′58″ s. š., 18°34′37″ v. d.          | dub letní                                                  | 340 | 100358 Q26784377 | Kategorie „Dub v Chotěbuzi (Chotěbuzská)“ na Wikimedia Commons                                   | V ulici Chotěbuzská naproti základní škole, blíže křižovatky s ulicí Pod Zámkem.                                                               |
| Dub v Chotěbuzi v ul. Pod Zámkem                    | Dub na ulici Pod Zámkem                   | Chotěbuz 49°46′6″ s. š., 18°34′11″ v. d.           | dub letní                                                  | 457 | 100349 Q26784358 | Kategorie „Dub v Chotěbuzi (Pod Zámkem)“ na Wikimedia Commons                                    | Na svahu nad silnicí v blízkosti zámečku. |
| Lípa v Chotěbuzi                                    | Lípa v Chotěbuzi                          | Chotěbuz 49°46′2″ s. š., 18°34′37″ v. d.           | lípa velkolistá                                            | 386 | 100357 Q26784374 | Kategorie „Lípa v Chotěbuzi“ na Wikimedia Commons                                                | U křižovatky komunikací Chotěbuzská-K Oboře.                                                                                                   |
| Brslen evropský                                     |                                           | Karviná                                            | brslen evropský                                            | 114 | 106181 Q73599777 |                                                                                                  | V porostu Černého lesa u potůčku Petrůvka, cca 730 m od památného buku a cca 100 m od hranic s Polskem.                                        |
| Buk lesní v Ráji †                                  |                                           | Karviná                                            | buk lesní                                                  | 497 | 105762 Q26790340 |                                                                                                  | V lesním porostu v lokalitě Černý les v blízkosti lesní cesty. Ochrana stromu zrušena v roce 2017.                                             |
| Buk v Karviné (Buk u pečovatelské služby v Karviné) | Buk u pečovatelské služby v Karviné       | Karviná 49°51′34″ s. š., 18°32′44″ v. d.           | buk lesní                                                  | 288 | 104916 Q26789547 | Kategorie „Buk v Karviné“ na Wikimedia Commons                                                   | U oplocení Střediska pečovatelské služby, za restaurací Praha.                                                                                 |
| Červenolistý buk v Darkově                          | Červenolistý buk v Darkově                | Karviná 49°50′41″ s. š., 18°32′48″ v. d.           | buk lesní červenolistý                                     | 292 | 100364 Q26784392 | Kategorie „Buk červenolistý v Darkově“ na Wikimedia Commons                                      | V lázeňském parku, poblíž tenisových kurtů. |
| Červenolistý buk v Karviné                          | Červenolistý buk v Karviné                | Karviná 49°51′30″ s. š., 18°32′47″ v. d.           | buk lesní červenolistý                                     | 320 | 100365 Q26784394 | Kategorie „Buk červenolistý v Karviné“ na Wikimedia Commons                                      | V zahradě domu čp. 610, naproti zvláštní škole v ulici Palackého.                                                                              |
| Dub u Trefy                                         | Dub u Trefy                               | Karviná 49°51′22″ s. š., 18°32′26″ v. d.           | dub letní                                                  | 305 | 100366 Q26784398 | Kategorie „Dub u Trefy (Karviná)“ na Wikimedia Commons                                           | Na parkovišti u obchodního domu Prior. |
| Jasan v parku Boženy Němcové                        | Jasan v parku Boženy Němcové              | Karviná 49°51′4″ s. š., 18°32′26″ v. d.            | jasan ztepilý                                              | 460 | 100362 Q26784389 | Kategorie „Jasan v parku Boženy Němcové (Karviná)“ na Wikimedia Commons                          | V parku Boženy Němcové, od zámku vpravo u rozcestí, za letním kinem.                                                                           |
| Platan v parku Boženy Němcové                       | Platan v parku Boženy Němcové             | Karviná 49°51′6″ s. š., 18°32′24″ v. d.            | platan javorolistý                                         | 463 | 100375 Q26784408 | Kategorie „Platan v parku Boženy Němcové (Karviná)“ na Wikimedia Commons                         | V parku B. Němcové, jižně od zámku, u letního kina.                                                                                            |
| Tisy červené v bývalém zámeckém parku               |                                           | Karviná 49°49′58″ s. š., 18°30′28″ v. d.           | tis červený (3)                                            | & Chyba ve výrazu: Neočekávaný operátor / Chyba ve výrazu: Neočekávaný operátor / Chyba ve výrazu: Neočekávaný operátor / Chyba ve výrazu: Neočekávaný operátor / Chyba ve výrazu: Neočekávaný operátor / Chyba ve výrazu: Neočekávaný operátor / Chyba ve výrazu: Neočekávaný operátor / Chyba ve výrazu: Neočekávaný operátor / Chyba ve výrazu: Neočekávaný operátor / Chyba ve výrazu: Neočekávaný operátor / Chyba ve výrazu: Neočekávaný operátor / Chyba ve výrazu: Neočekávaný operátor / Chyba ve výrazu: Neočekávaný operátor / Chyba ve výrazu: Neočekávaný operátor / Chyba ve výrazu: Neočekávaný operátor / -1.0000-0 | 106398           |                                                                                                  | V bývalém zámeckém parku |
| Buk lesní †                                         |                                           | Orlová                                             | buk lesní                                                  | 472 | 104918           |                                                                                                  | Solitéra v panelové zástavbě IV. etapy sídliště Orlová – Lutyně.                                                                               |
| Metasekvoje v Lutyni                                |                                           | Orlová 49°52′22″ s. š., 18°26′26″ v. d.            | metasekvoje tisovcovitá (2)                                | 0 | 100395 Q26779698 |                                                                                                  | U prodejny potravin v Orlové Lutyni, na rohu ulice Zahradní.                                                                                   |
| Metasekvoje v Porubě                                |                                           | Orlová 49°51′18″ s. š., 18°25′57″ v. d.            | metasekvoje tisovcovitá                                    | 125 | 100384 Q26784431 |                                                                                                  | Vedle chaty na Rajčuli. |
| Dub v Porubě (Dub u Durčáků)                        |                                           | Orlová49°51′37,12″ s. š., 18°24′59,7″ v. d.        | dub letní                                                  | 333 | 105077 Q26789658 |                                                                                                  | Na okraji soukromého ovocného sadu v Porubě |
| Skupina v lese Krajčok                              |                                           | Orlová                                             | dub zimní (2) buk lesní (8) habr obecný (1) javor klen (1) | 0 | 100376 Q26779697 |                                                                                                  | V lesním porostu Krajčok. |
| Dub v Dolních Marklovicích 1                        | Dub v Dolních Marklovicích                | Petrovice u Karviné                                | dub letní                                                  | 340 | 100378 Q26784414 | Kategorie „Dub letní v Dolních Marklovicích u kostela“ na Wikimedia Commons                      | Na hřbitově u dřevěného kostela Nanebevzetí Panny Marie z roku 1739.                                                                           |
| Dub v Dolních Marklovicích 2                        |                                           | Petrovice u Karviné                                | dub letní                                                  | 420 | 100392 Q26784446 |                                                                                                  | Na svahu pod hřbitovem. |
| Duby v Závadě                                       |                                           | Petrovice u Karviné                                | dub letní (2)                                              | 0 | 100388 Q26779688 |                                                                                                  | U mateřské školy. |
| Lípa v Závadě †                                     |                                           | Petrovice u Karviné                                | lípa malolistá                                             | 360 | 100390 Q26784442 |                                                                                                  | V zahradě u čp. 3; údajně pod ní tábořil polský kníže Sobieski.                                                                                |
| Petřvaldská lípa †                                  |                                           | Petřvald                                           | lípa malolistá                                             | 410 | 100386           |                                                                                                  | V zahradě u domu čp. 376 |
| Petřvaldský buk †                                   |                                           | Petřvald 49°50′23″ s. š., 18°22′34″ v. d.          | buk lesní                                                  | 460 | 100383 Q26784429 |                                                                                                  | Na okraji lesa Gurňák nad starou tratí. Ochrana památného stromu byla zrušena 7. října 2019                                                    |
| Petřvaldský dub                                     | Petřvaldský dub                           | Petřvald                                           | dub letní                                                  | 470 | 100387 Q26784440 | Kategorie „Petřvaldský dub“ na Wikimedia Commons                                                 | U křižovatky ke škole v lokalitě Pustky. |
| Dub v Porubě                                        |                                           | Poruba (Orlová) 49°51′37″ s. š., 18°25′0″ v. d.    | dub letní                                                  | 333 | 105077 Q26789658 |                                                                                                  | Na okraji soukromého ovocného sadu v Porubě.                                                                                                   |
| Rychvaldský dub                                     |                                           | Rychvald 49°52′3″ s. š., 18°23′53″ v. d.           | dub letní                                                  | 395 | 100385 Q26784436 |                                                                                                  | Na louce u rybníků blízko přírodní rezervace Skučák.                                                                                           |
| Dub na hrázi                                        | Dub na hrázi                              | Stonava                                            | dub letní                                                  | 414 | 100346 Q26784349 | Kategorie „Dub na hrázi“ na Wikimedia Commons                                                    | V blízkosti místní komunikace, hráz bývalého rybníka.                                                                                          |
| Dub u Stonávky                                      | Dub u Stonávky                            | Stonava                                            | dub letní                                                  | 410 | 100377 Q26784410 | Kategorie „Dub u Stonávky“ na Wikimedia Commons                                                  | V části obce Stonava-Stavy u místní komunikace, poblíž řeky Stonávky.                                                                          |
| Lípa malolistá †                                    |                                           | Stonava                                            | lípa malolistá                                             | 414 | 100363           |                                                                                                  | U příjezdové cesty od kostela ke hřbitovu mezi farou a školou                                                                                  |
| Lípa v Těrlicku                                     |                                           | Těrlicko 49°45′2″ s. š., 18°30′19″ v. d.           | lípa velkolistá                                            | 390 | 100381 Q26784425 |                                                                                                  | v poli nad cestou v lokalitě U farských lipek.                                                                                                 |
| Jasan v Závadě †                                    |                                           | Závada nad Olší                                    | jasan ztepilý                                              | 468 | 100389           |                                                                                                  | V zahradě u domu čp. 3 |